# Química bioorgánica
La química bio-orgánica es una disciplina científica que combina química orgánica y bioquímica. La química bioorgánica intenta expandir las investigaciones químico-orgánicas (es decir, las estructuras, la síntesis y la cinética) hacia la biología celular. 
Mientras que la bioquímica tiene como objetivo comprender los  procesos biológicos utilizando la química. Cuando se investigan metaloenzimas y cofactores, la química bioorgánica se superpone a la química bioinorgánica. Los métodos de química orgánica constituyen el arsenal principal, y se utilizan diversos métodos físicos, físicoquímicos, matemáticos y biológicos para resolver problemas estructurales y funcionales.
Química orgánica biofísica es un término usado cuando se intenta describir detalles íntimos del reconocimiento molecular la por química bioorgánica.
El objetivo de la Química Bio-Orgánica consiste en el estudio de las moléculas y de las reacciones químicas que ocurren en los organismos vivos. Entender estas reacciones es fundamental para comprender el funcionamiento de los microorganismos, los vegetales y los animales, basándose en las transformaciones de sus biomoléculas. En un trabajo original se eligieron dos plantas nativas del estado de Veracruz, las cuales son empleadas en la medicina tradicional para tratar diversos padecimientos asociados a la tuberculosis. la investigación obtuvo datos de interés en actividad biológica.

## Historia
Algunas publicaciones históricas de esta rama química, incluyeron el término Bioorgánico: Bioorganic Chemistry en 1971; Bioorganicheskaya Khimiya en 1975; Bioorganic Marine Chemistry en 1987; y Bioorganic & Medicinal Chemistry Letters en 1991. Pero luego los artículos de investigación aparecieron en las revistas principales.
La Conferencia de Química Bioorgánica de la EUCHEM fue en 1983. El primer Simposio Internacional de Química Bioorgánica fue en 1985.
El alcance de la revista Bioorganic Chemistry en el 2019, cubre una variedad de temas en la interfaz química-biología orgánica, que incluyen: catálisis de enzimas, biotransformación e inhibición enzimática; química de los ácidos nucleicos; química medicinal; química del producto natural, síntesis de producto natural y biosíntesis de productos naturales; agentes antimicrobianos; química de lípidos y péptidos; química biofísica; sondas biológicas; química bioortogonal y química biomimética.

## Implicancias en la salud
El avance de la biotecnología trae con ella beneficios, pero también trae los riesgos y las potenciales implicaciones para los individuos, la sociedad y el medio ambiente. Esos riesgos han dado lugar a un  debate público, y a una sensibilización creciente hacia los problemas que involucran a toda la sociedad, como la producción industrial y la seguridad de los alimentos. El estudio de las biomoléculas, su localización intracelular y actividades bioquímicas, resultan imprescindibles para comprender en el ámbito molecular cualquier proceso biológico y debe ser incluido en la currícula de todo plan que necesite de esta área de conocimiento. 
El campo de estudio de la Química Bio-orgánica, tiene importancia biológica e industrial y hace de esta disciplina un nodo de atención, que permite vincular el conocimiento académico con sus aplicaciones.
Las industrias agroquímica, alimentaria y farmacéutica son las industrias más importantes en uso de tecnología avanzada y representan uno de los sectores de mayor crecimiento. Este gran desarrollo implica la demanda de una formación interdisciplinar que puedan hacer frente al diseño de nuevas moléculas bioactivas y al desarrollo de procedimientos sostenibles y respetuosos con el medio ambiente.

## Objetos de estudio
- Ácidos nucleicos
- Proteínas
- Péptidos
- Carbohidratos
- Lípidos
- Biopolímeros de tipo mixto
- Vitaminas
- Hormonas
- Feromonas
- Antibióticos y
- Sustancias de señalización natural.
- Sustancias biológicamente activas de origen vegetal
- Reguladores intracelulares
- Reguladores sintéticos ( medicamentos, pesticidas, etc.).[9]